# Transformers: Generation 2
Transformers: Generation 2 ist eine US-amerikanische Zeichentrickserie, die auf der Spielzeugserie Transformers basiert und ursprünglich als Werbeträger für diese konzipiert war.

## Remake des Originals
Nachdem Hasbro die Transformers-Spielzeugserie in den USA 1990 eingestellt hatte (in Europa, darunter auch in Deutschland, wurde diese dagegen mit neuen Figuren fortgesetzt), versuchte man es ab 1993 mit einer Neuauflage unter dem Titel Transformers: Generation 2. Bei der gleichnamigen Zeichentrickserie handelte es sich um Folgen der Originalserie, die mit Computereffekten und neuen Soundeffekten leicht überarbeitet wurden. Die Reihenfolge der Episoden unterschied sich dabei von der Reihenfolge der Originalserie. Insgesamt wurden von 1993 bis 1994 52 überarbeitete Folgen in zwei Staffeln ausgestrahlt.
In Deutschland wurde die Serie das erste und einzige Mal im Jahr 1994 gezeigt, wobei nur die ersten 26 Folgen synchronisiert und ausgestrahlt wurden. Durch Generation 2 wurden erstmals viele Folgen der ersten und zweiten Staffel der ersten Serie gezeigt, in einer CGI-überarbeiteten Form. Der originale Transformers Film Transformers – Der Kampf um Cybertron wurde als Pilotfilm zur Serie gezeigt und enthält deswegen die Synchronsprecher dieser Serie und nicht, wie es eigentlich sein sollte, die der original Serie.

## Handlung
Auf dem Planeten Cybertron lebt eine einzigartige Lebensform namens Transformers. Diese Wesen können sich durch eine einmalige Fähigkeit in Fahrzeuge, Waffen und Raumschiffe verwandeln. Doch wie in jeder Welt herrscht auch auf Cybertron Krieg. Ein Krieg der schon seit Milliarden von Jahren vorherrscht, zwischen den gutmütigen Autobots und den bösartigen Decepticons. Doch nach Milliarden Jahren des Kampfes versiegen langsam die Energieressourcen auf beiden Seiten und noch immer ist kein Ende des Krieges in Sicht. So beschließt Optimus Prime, Anführer der Autobots, sich mit ein paar seiner Mannen auf die Suche nach neuen Energiequellen zu machen.
Doch auch die Decepticons bekommen Wind von Optimus Primes neuer Mission und so plant Megatron, der skrupellose Führer der Decepticons, die Autobots zu verfolgen und sie zu vernichten, sobald sie die neue Energiequelle ausfindig gemacht haben. Während der Reise zu neuen Energiequellen, geraten die Arche, Raumschiff der Autobots, und die Nemesis, Schiff der Decepticons, in einen Meteoritenschwarm und werden dabei schwer beschädigt. Megatron beschließt kurzerhand das Raumschiff der Autobots zu entern und es zu übernehmen, doch noch während der Übernahme muss das Schiff auf einem kleinen blauen Planeten bruchlanden. Beide Fraktionen werden bei dem Absturz schwer beschädigt und fallen in einen Millionen Jahre lang währenden Schlaf.
Als im Jahre 1984 ein Erdrutsch ausgelöst wird, wird einer der Decepticons wieder zum Leben erweckt und beginnt, mithilfe des Autobot-Computers Teletraan I, mit der Reparatur seiner Kameraden. Als schließlich alle Decepticons wieder zum Leben erweckt wurden, beginnen sie, auf dem neuen unbekannten Planeten namens Erde mit der Suche nach neuen Energiequellen und nach Rohmaterial für ein neues Raumschiff, das sie zurück nach Cybertron bringen soll. Doch auch die Autobots werden wieder zum Leben erweckt und es beginnt von neuem der Krieg zwischen Gut und Böse.

## Synchronisation
| Rolle                   | Englischer Sprecher | Deutscher Sprecher  | Auftritt |
| Autobots                | Autobots            | Autobots            | Autobots |
| ----------------------- | ------------------- | ------------------- | --- |
| Optimus Prime           | Peter Cullen        | Thomas Rau          | Staffel 1 & 2 |
| Rodimus Prime           | Dick Gautier        | Crock Krumbiegel    | Staffel 2 |
| Blurr                   | John Moschitta      | Kai Taschner        | Staffel 2 |
| Bumblebee               | Dan Gilvezan        | Ulf-Jürgen Wagner   | "Im Weltraum verschollen", "Die Rückkehr", "Die letzte Schlacht", "Die Dinobots", "Die Geheimwaffe", "Die Insel der Dinobots, Teil 1 & 2", "Jagd auf Prime", "Die Unterwasserstadt", "Elektro-Schock" & "Starscreams großer Kampf" |
| Bumblebee               | Dan Gilvezan        | Christian Weygand   | "Starscream kehrt zurück", "Reise nach Cybertron" & "Ein Held namens Chip" |
| Gears                   | Don Messick         | Tonio von der Meden | "Die letzte Schlacht" |
| Gears                   | Don Messick         | Willy Schäfer       | "Erde in Gefahr" & "Reise nach Cybertron" |
| Grimlock                | Gregg Berger        | Gerd Rigauer        | Staffel 1 & 2 |
| Hoist                   | Michael Chain       | Tonio von der Meden | "Der Energieturm" & "Sprung in die Vergangenheit" |
| Hoist                   | Michael Chain       | Claus Brockmeyer    | "Wahre Freunde" |
| Huffer                  | John Stephenson     | Frank Muth          | "Die Rückkehr" |
| Huffer                  | John Stephenson     | Claus Brockmeyer    | "Die letzte Schlacht", "Der Zweikampf", "Die Geheimwaffe", "Die Insel der Dinobots, Teil 1" Jagd auf Prime" |
| Huffer                  | John Stephenson     | Tonio von der Meden | "Die Dinobots" |
| Huffer                  | John Stephenson     | Willy Schäfer       | "Die Insel der Dinobots, Teil 2" |
| Ironhide                | Peter Cullen        | Frank Muth          | Staffel 1 |
| Ironhide                | Peter Cullen        | Arnim André         | "Krieg der Dinobots" |
| Ironhide                | Peter Cullen        | Torsten Münchow     | "Wahre Freunde" |
| Ironhide                | Peter Cullen        | Claus Brockmeyer    | "Der Aufstand" |
| Ironhide                | Peter Cullen        | Tonio von der Meden | "Perfekte Tarnung" & "Reise nach Cybertron" |
| Jazz                    | Scatman Crothers    | Tonio von der Meden | Staffel 1 & 2 |
| Jazz                    | Scatman Crothers    | Willy Schäfer       | "Perfekte Tarnung" |
| Jazz                    | Scatman Crothers    | Ulf J. Söhmisch     | "Reise nach Cybertron" |
| Prowl                   | Michael Bell        | Thomas Albus        | "Im Weltraum verschollen", "Die Rückkehr", "Die letzte Schlacht", "Die Dinobots", "Erde in Gefahr", "Die Insel der Dinobots, Teil 2"                                                                                               |
| Prowl                   | Michael Bell        | Christoph Jablonka  | "Der Aufstand", "Bruticus Rache", "Reise nach Cybertron" |
| Prowl                   | Michael Bell        | Willy Schäfer       | "Ein Held namens Chip" |
| Ratchet                 | Don Messick         | Claus Brockmeyer    | "Im Weltraum verschollen" |
| Ratchet                 | Don Messick         | Christian Weygand   | "Die letzte Schlacht", "Die Dinobots", "Der Zweikampf", "Die Geheimwaffe", "Die Insel der Dinobots, Teil 1 & Teil 2" |
| Ratchet                 | Don Messick         | Thomas Albus        | "Krieg der Dinobots" |
| Ratchet                 | Don Messick         | Tonio von der Meden | "Elektro-Schock" |
| Ratchet                 | Don Messick         | Kai Taschner        | "Perfekte Tarnung", "Reise nach Cybertron" & "Ein Held namens Chip" |
| Red Alert               | Michael Chain       | Thomas Albus        | "Die Insel der Dinobots, Teil 1" |
| Red Alert               | Michael Chain       | Ulrich Frank        | "Die Insel der Dinobots, Teil 2" |
| Red Alert               | Michael Chain       | Arnim André         | "Wahre Freunde" |
| Red Alert               | Michael Chain       | Christoph Jablonka  | "Brusticus Rache" |
| Sandstorm               | Jerry Houser        | Frank Röth          | "Eine vollkommene Welt" |
| Slag                    | Neil Ross           | Thomas Albus        | "Die Dinobots", "Der Zweikampf" & "Die Insel der Dinobots, Teil 1 & Teil 2" |
| Slag                    | Neil Ross           | Christoph Jablonka  | "Krieg der Dinobots", "Die Unterwasserstadt" |
| Sludge                  | Frank Welker        | Willy Schäfer       | "Die Dinobots", "Der Zweikampf", "Die Insel der Dinobots, Teil 1 & Teil 2" & "Krieg der Dinobots" |
| Ultra Magnus            | Jack Angel          | Christoph Jablonka  | "Starscream kehrt zurück" & "Eine vollkommene Welt" |
| Ultra Magnus            | Jack Angel          | Frank Röth          | "Der große Bluff" |
| Wheeljack               | Chris Latta         | Christoph Lindert   | Staffel 1 & 2 |
| Wheeljack               | Chris Latta         | Klaus Kessler       | "Perfekte Tarnung" & "Ein Held namens Chip" |
| Decepticons             |                     |                     | |
| Megatron                | Frank Welker        | Manfred Erdmann     | Staffel 1 |
| Megatron/Galvatron      | Frank Welker        | Thomas Rauscher     | Staffel 2 |
| Frenzy                  | Frank Welker        | Bernd Simon         | "Wahre Freunde" |
| Hook                    | Neil Ross           | Claus Brockmeyer    | "Der Zweikampf" |
| Hook                    | Neil Ross           | Thomas Albus        | "Erde in Gefahr" |
| Hook                    | Neil Ross           | Ulrich Frank        | "Der Energieturm" |
| Long Haul               | Gregg Berger        | Willy Schäfer       | "Die Geheimwaffe", "Erde in Gefahr", "Der Energieturm" & "Die goldene Lagune" |
| Mixmaster               | Frank Welker        | Claus Brockmeyer    | "Der Zweikampf", "Erde in Gefahr", "Der Energieturm" |
| Reflector               | Chris Latta         | Gert Wiedenhofen    | "Im Weltraum verschollen" |
| Reflector               | Chris Latta         | Willy Schäfer       | "Die Dinobots" |
| Rumble                  | Frank Welker        | Gert Wiedenhofen    | "Im Weltraum verschollen" |
| Rumble                  | Frank Welker        | Christian Weygand   | "Sprung in die Vergangenheit" |
| Rumble                  | Frank Welker        | Willy Schäfer       | "Die Unterwasserstadt" & "Wahre Freunde" |
| Rumble                  | Frank Welker        | Tonio von der Meden | "Ein Held namens Chip" |
| Scavenger               | Don Messick         | Thomas Albus        | "Der Zweikampf" & "Erde in Gefahr" |
| Scavenger               | Don Messick         | Crock Krumbiegel    | "Der Energieturm" |
| Scrapper                | Michael Bell        | Gert Wiedenhofen    | "Der Zweikampf", "Die Geheimwaffe", "Erde in Gefahr" & "Der Energieturm" |
| Scrapper                | Michael Bell        | Tonio von der Meden | "Der Aufstand" |
| Shockwave               | Corey Burton        | Claus Brockmeyer    | "Im Weltraum verschollen" |
| Shockwave               | Corey Burton        | Gerd Rigauer        | "Starscreams großer Kampf" |
| Shockwave               | Corey Burton        | Willy Schäfer       | "Reise nach Cybertron" & "Ein Held namens Chip" |
| Skywarp                 | Frank Welker        | Frank Muth          | "Im Weltraum verschollen", "Die Rückkehr" & "Die goldene Lagune" |
| Skywarp                 | Frank Welker        | Willy Schäfer       | "Die letzte Schlacht", "Die Dinobots", "Der Zweikampf", "Die Geheimwaffe", "Die Insel der Dinobots, Teil 1", "Wahre Freunde", "Reise nach Cybertron" & "Ein Held namens Chrip"                                                     |
| Skywarp                 | Frank Welker        | Christoph Lindert   | "Starscreams großer Kampf" |
| Soundwave               | Frank Welker        | Thomas Rauscher     | Staffel 1 |
| Soundwave               | Frank Welker        | Christoph Jablonka  | "Krieg der Dinobots", "Die Unterwasserstadt", "Wahre Freunde" |
| Soundwave               | Frank Welker        | Christoph Lindert   | "Elektro-Schock" |
| Soundwave               | Frank Welker        | Gerd Rigauer        | "Starscreams großer Kampf" |
| Soundwave               | Frank Welker        | Ulf J. Söhmisch     | "Eine vollkommene Welt" |
| Starscream              | Chris Latta         | Bernd Simon         | Staffel 1 & 2 |
| Starscream              | Chris Latta         | Claus Brockmeyer    | "Perfekte Tarnung", "Starscream kehrt zurück", "Reise nach Cybertron" & "Ein Held namens Chip" |
| Thundercracker          | John Stephenson     | Thomas Albus        | Staffel 1 |
| Thundercracker          | John Stephenson     | Willy Schäfer       | "Die Unterwasserstadt" |
| Thundercracker          | John Stephenson     | Ulf J. Söhmisch     | "Ein Held namens Chip" |
| Vernichter (Devastator) | Arthur Burghardt    | Gerd Rigauer        | "Erde in Gefahr", "Der Energieturm" |
| Vernichter (Devastator) | Arthur Burghardt    | Klaus Kessler       | "Der Aufstand" |
| Vernichter (Devastator) | Arthur Burghardt    | Willy Schäfer       | "Starscreams großer Kampf" |
| Menschen                |                     |                     | |
| Chip Chase              | Michael Horton      | Niko Macoulis       | |
| Sparkplug Witwicky      | Chris Latta         | Gerd Rigauer        | |
| Spike Witwicky          | Corey Burton        | Dirk Meyer          | |